# Nocivo

Simbolo convenzionale identificativo delle sostanze nocive per la salute nell'UE secondo il nuovo regolamento CLP

Simbolo convenzionale che identifica le sostanze con bassa tossicità acuta nell'UE secondo il nuovo regolamento CLP

Simbolo convenzionale identificativo delle sostanze nocive nell'UE (fino al 2010)

Con nocivo (il cui simbolo è Xn) ci si riferisce a sostanze o preparazioni possono implicare rischi per la salute. Queste diciture e simboli vengono riportati sull'etichettatura dei prodotti.

## Definizione
Con il termine "nocivo" vengono identificate tutte le sostanze o preparazioni che, per inalazione, ingestione o assorbimento cutaneo, possono implicare rischi per la salute, di gravità variabile, e raramente la morte. Questa definizione, riportata nella direttiva 67/548/CEE non distingue tra tossicità acuta (legata alla capacità di provocare la morte in breve tempo) e cronica (legata alla capacità di provocare patologie non necessariamente mortali).
Il nuovo Regolamento 1272/2008 (CLP) sulle sostanze pericolose introduce la definizione di tossicità specifica per organo bersaglio, non legata dunque alla letalità. Il 1º giugno 2015 il nuovo Regolamento CLP è entrato in vigore in via definitiva, anche per le miscele e non solo per le sostanze.

## Traduzione della vecchia classificazione nella nuova
In seguito si riporta come generalmente può essere "tradotta" la vecchia classificazione con la nuova, per quanto riguarda la vecchia categoria "nocivo".

### Tossicità acuta legata alla letalità
Tossicità acuta legata alla letalità, basata sulla dose letale 50: sostanze che difficilmente provocano la morte in caso di intossicazione, se non a dosi relativamente elevate.
- R 20: Nocivo per inalazione → H332 – Nocivo se inalato.
- R 21: Nocivo a contatto con la pelle.→ H312 – Nocivo per contatto con la pelle.
- R 22: Nocivo in caso di ingestione.→ H302 – Nocivo se ingerito. (Es.caffeina, glicole etilenico)

### Tossicità acuta per specifici organi
Tossicità acuta per specifici organi: in caso di intossicazione ci si può ammalare anche gravemente ma non si muore.
- R 68: Possibilità di effetti irreversibili. → H371 – Può provocare danni agli organi.

### Tossicità cronica per specifici organi
Tossicità cronica per specifici organi: in caso di esposizione prolungata ci si può ammalare anche gravemente.
- Xn; R 48: Nocivo: rischio di effetti gravi per la salute in caso di esposizione prolungata.→ H373 – Può provocare danni agli organi in caso di esposizione prolungata o ripetuta. (Es.toluene, esano)

N.B. Se gli effetti, acuti o cronici, su specifici organi sono molto gravi e/o si verificano a dosi relativamente basse, la sostanza è classificata come "tossica" anziché nociva

### Altri effetti dannosi
Altri effetti dannosi sulla salute non dovuti propriamente alla tossicità, ma alle proprietà chimico-fisiche, alla capacità di provocare allergie, ecc.
Sostanze che, se ingerite, comportano un rischio elevato di aspirazione con conseguente polmonite ab ingestis a causa della loro bassa viscosità:
- R 65: Nocivo: può causare danni ai polmoni in caso di ingestione.→ H304 – Può essere letale in caso di ingestione e di penetrazione nelle vie respiratorie / H305 – Può essere nocivo in caso di ingestione e di penetrazione nelle vie respiratorie. (Es. essenza di trementina)

Sostanze allergizzanti per le vie respiratorie:

- R 42: Può causare sensibilizzazione per inalazione. →  H334 – Può provocare sintomi allergici o asmatici o difficoltà respiratorie se inalato.

### Sospetti cancerogeni, mutageni o tossici per la riproduzione
Sospetti cancerogeni, mutageni o tossici per la riproduzione:
- R 40: Possibilità di effetti cancerogeni - Prove insufficienti. → H351 – Sospettato di provocare il cancro. (Es.diclorometano)
- R 68: Possibilità di effetti irreversibili. → H341: Sospettato di provocare alterazioni genetiche
- R 62: Possibile rischio di ridotta fertilità. → H361f – Sospettato di nuocere alla fertilità.
- R 63: Possibile rischio di danni ai bambini non ancora nati. →  H361d – Sospettato di nuocere al feto.